# Бондарський провулок (Київ)
Бо́ндарський прову́лок — провулок у Подільському районі міста Києва, місцевість Куренівка. Пролягає від Кирилівської до Бондарської вулиці.

## Історія
Провулок виник на початку XX століття під сучасною назвою.
До початку  1970-х років простягався до вулиці Миколи Садовського. Скорочений у зв'язку зі спорудженням дев'ятиповерхового житлового будинку № 19. Про колишню протяжність Бондарського провулку свідчать адреси і фактичне розташування будинків № 7-А і № 11, а також те, що будинок І.С. Їжакевича (вулиця Миколи Садовського, 8а) раніше значився під адресою «Бондарський провулок, 15». Колишня кінцева частина провулку нині пролягає як безіменний проїзд.

## Цікаві факти
На парному боці провулку значиться лише один об'єкт під № 14.

## Установи та заклади
- Міське бюро судово-медичної експертизи (буд. № 7-А)
- Приймальник-розподільник для дітей ГУНП м. Києва (буд. № 14)
- Міський притулок для тварин (буд. № 19)